# Keith Ferguson (doppiatore)
Keith James Ferguson (Los Angeles, 26 febbraio 1972) è un doppiatore statunitense.

## Filmografia

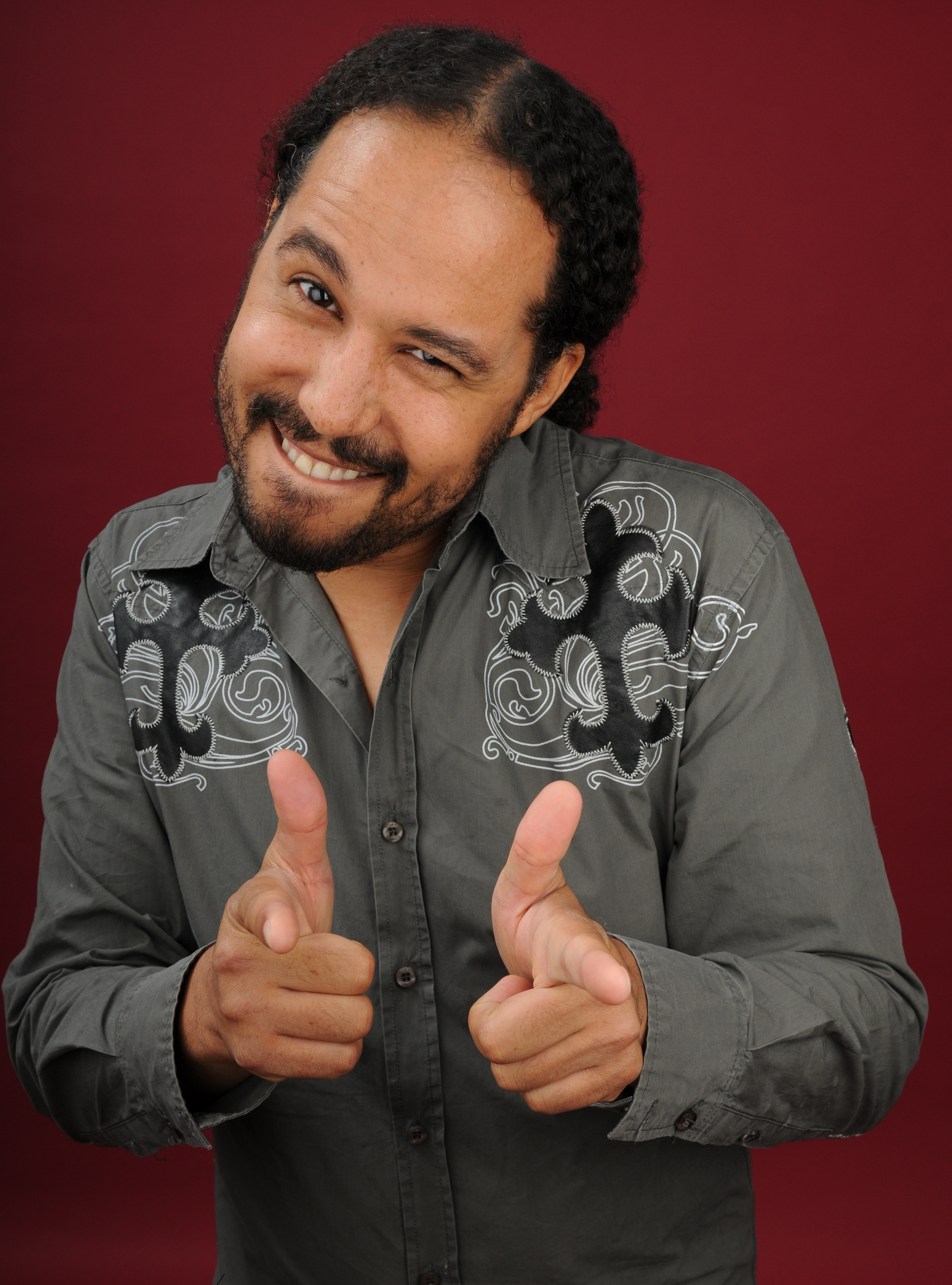

- G.I. Joe: Renegades .... Heavy Duty
- The Avengers: Earth's Mightiest Heroes .... General 'Thunderbolt' Ross
- Adventure Time .... Frog / Lenny / Ripped Lumpy / Mr. Candy Cane
- Legion of Super Heroes .... Karate Kid / Nemesis Kid
- Bambi 2 - Bambi e il Grande Principe della foresta .... Friend Owl[1]
- Cars Toons / Cricchetto ninja-carro nervosetto .... Lightning McQueen (seasons 1-3)
- Gli amici immaginari di casa Foster .... Blooregard Q. Kazoo (Bloo)
- Le tenebrose avventure di Billy e Mandy .... Various
- Nome in codice: Kommando Nuovi Diavoli .... Numbuh 1-Love
- Histeria! .... Chipper the Crooked Mouthed Boy
- Mad .... Indiana Jones, Benjamin Gates, Ben Walker, Edward Cullen, Hulk, Ice King, Wolverine, Abin Sur, Sir Topham Hatt, Lightning McQueen, Lord Shen, Ian Solo, Nicolas Cage, Ryan Gosling, Blue Beetle, Beast Boy, Hal Jordan, Dave Seville, Johnny Blaze
- Robot Chicken .... Indiana Jones / Ian Solo / Various
- Avatar: The Game ... Dalton / Na'vi / RDA
- Batman: Arkham Asylum .... Dr. Stephen Kellerman
- Captain America: Super Soldier .... Johann Schmidt aka Red Skull
- Cars 2 (videogioco)....Lightning McQueen
- Cars Mater-National Championship .... Lightning McQueen
- Cars Race-O-Rama .... Lightning McQueen
- Cartoon Network: Punch Time Explosion ... Bloo, Samurai Jack, Captain Planet
- Cartoon Network Universe: FusionFall .... Bloo
- Dawn of War II – Retribution .... Commissar, Heretics, Plague Marines, Grot Announcer, Orkz, Ronan
- Destroy All Humans! .... Additional Voices
- Dirge of Cerberus: Final Fantasy VII .... Incidental Characters
- Dissidia Final Fantasy .... Judge Gabranth
- Dissidia 012 Final Fantasy .... Judge Gabranth
- God of War .... Boat Captain
- Final Fantasy XII .... Basch fon Ronsenburg[2]
- Kingdom Hearts 358/2 Days .... Marluxia
- Kingdom Hearts Re:Chain of Memories .... Marluxia
- Lost Odyssey .... Kaim Argonar
- Lost Planet 2 .... Various
- Madagascar - The Video Game .... King Julien XIII
- Marvel: Ultimate Alliance 2 .... Steven Hudak/Scorcher
- Mass Effect 2 .... Additional Voices
- Mercenaries 2: World in Flames .... Universal Petroleum
- Monster House .... Reginald "Skull" Sjulinskii
- Nicktoons MLB .... Danny Phantom
- Prototype .... Additional Voices
- Tony Hawk's Downhill Jam .... Budd
- Undead Knights .... Romulus Blood
- X-Men: Destiny .... Cameron Hodge
- X-Men Legends II: Rise of Apocalypse .... Grizzly[3]
- Terminator 3: The Redemption .... John Connor
- The LEGO Movie, regia di Phil Lord e Chris Miller (2014) - voce
- Il viaggio di Norm (Norm of the North), regia di Trevor Wall (2016) - voce
- Kingdom Hearts III (2018)
- DuckTales - (2017-2021) - Cuordipietra Famedoro
- Megamind vs The Doom  Syndicate, regia di Eric Fogel (2024) - Megamind

### Serie animate
- La serie di Cuphead  (2022)

## Doppiatori italiani
- Daniele Raffaeli in La Serie di Cuphead[4]